# بوتاقره
بوتاقره (به قزاقی: Botakara) یک منطقهٔ مسکونی در قزاقستان است که در استان قراغندی واقع شده‌است. بوتاقره ۵٬۲۲۳ نفر جمعیت دارد.